# Draculamya porobranchiata
Draculamya porobranchiata ist eine Muschel-Art aus der Familie der Linsenmuscheln (Montacutidae). Die Art lebt parasitisch, indem sie ihre Opfer mit einem speziellen Stechorgan verletzt und deren Körperflüssigkeit saugt.

## Merkmale
Das gleichklappige, geblähte Gehäuse ist sehr klein und erreicht selten über zwei Millimeter. Es ist geringfügig ungleichseitig, der Wirbel liegt etwas hinter der Mittellinie. Es ist im Umriss annähernd rundlich, nur leicht schief verzogen und vorne etwas ausgezogen. Der vordere Dorsalrand ist etwas länger als der hintere Dorsalrand. Das vergleichsweise kräftige Schloss weist in der rechten Klappe einen einzigen Kardinalzahn und jeweils einen hinteren und vorderen Lateralzahn auf. In der linken Klappe fehlt der Kardinalzahn, der vordere und hintere Lateralzahn sind Fortsetzungen des Gehäuserandes. Das intern liegende Ligament sitzt auf einem flachen Resilifer, der etwas schief zwischen dem Kardinalzahn und den Seitenzähnen steht. Der Prodissoconch misst 470–500 µm im Durchmesser; er weist eine radiale Mikrostruktur auf. Die beiden ungefähr gleich großen Muskeleindrücke sind an der frischen Schale nur undeutlich ausgebildet. Der vordere Schließmuskel sitzt dichter am Vorderrand, als der hintere Schließmuskel am Hinterrand.
Die Schale ist dünn, aber fest. Die Skulptur besteht aus randparallelen Anwachsstreifen und unterschiedlich deutlich ausgeprägten Wachstumsunterbrechungen. Das Periostracum ist dünn mit feinen Lirae, die am Gehäuserand am deutlichsten sind.
Die Kiemen bestehen aus einer Reihe von mit Zilien besetzter Poren. Samentaschen sind vorhanden. Dagegen fehlen Labialpalpen (Mundlappen). Der Schlund ist von einem kräftigen Ringmuskel umgeben. Der vordere Magenbereich ist stark vergrößert, Trennschienen fehlen. Der Fuß besitzt einen Byssus. In der Byssusgrube am vorderen Fuß sitzt auf einer Auswölbung ein Stachel, der als ein Stechorgan fungiert.

### Ähnliche Art
Das Gehäuse von Draculamya porobranchiata ähnelt dem der fossilen Draculamya pumila aus dem Pliozän von Südengland. Letztere Art hat allerdings einen schief-eiförmigen Umriss; außerdem hat sie eine deutliche Randgrube, die an den Dorsalrändern am ausgeprägtesten ist. Der Prodissoconch von Draculamya pumila ist mit 380 bis 410 μm deutlich kleiner als der Prodissoconch von Draculamya porobranchiata mit 470 bis 500 μm.

## Geographische Verbreitung und Lebensraum
Das Verbreitungsgebiet von Draculamya porobranchiata reicht im Nordostatlantik von 69°N bis 44°N in Wassertiefen von 1100 bis 1350 m. Die Art ist seit einigen Jahren auch im Mittelmeer nachgewiesen. Detailliertere Angaben zum Lebensraum sind bisher nur für die Porcupine-Bucht verfügbar, in der einige Exemplare aus einer Tiefe von 1279 m bis 1328 m gedredgt wurden. Hier dominiert am Meeresboden der hexactinellide Kieselschwamm Pheronema carpenteri. In diesem Biotop kommen vor: der Schlangenstern Ophiactis abyssicola, die Krabbe Dorynchus, pectinide Muscheln, Polychaeten und Spritzwürmer. Im Sediment leben zahlreich Holothurien besonders der Art Ypsilotheria talismani. Zwar sind Stachelhäuter und Spritzwürmer häufig Wirte von galeommatiden Muscheln. Bisher konnte Draculamya porobranchiata jedoch nicht speziell mit einer der obigen Arten in Verbindung gebracht werden.

## Lebensweise
Die Entwicklung ist direkt. Die Eier werden in der Mantelhöhle befruchtet und entwickeln sich dort zu fertigen kleinen Jungmuscheln.
Die beschreibenden Autoren nehmen an, dass sich Draculamya porobranchiata von Körperflüssigkeit von anderen Meerestieren ernährt. Bisher ist diese Lebensweise nicht direkt nachgewiesen. Allerdings besitzt die Art eine ganze Reihe anatomischer Besonderheiten, die diese Lebensweise nahelegen. In erster Linie ist dies ein Stechorgan am vorderen Ende der Byssusgrube. Die Kiemen sind stark reduziert, auch Labialpalpen fehlen; die Tiere können keine Nahrung mehr aus dem Wasserstrom heraus filtrieren und aufnehmen. Der Verdauungstrakt ist stark modifiziert. Die Schlundmuskulatur hat die Form einer Saugpumpe. Der Vormagen ist stark vergrößert und nahm wohl eine große Menge an flüssiger Nahrung auf. Der Hauptmagen ist nur wenig abgesetzt mit einer kleinen Gastralplatte und einem Stielsack. Die Öffnungen der Divertikula ist weit offen. Das Ovarium sitzt im Mantel. (Fremde) Spermien werden in paarigen Samenrezeptakeln an den Kiemen gesammelt. Es gibt rechte und linke Pericardia, die nicht miteinander verschmolzen sind. Daher gibt es wie bei anderen Muscheln kein eigentliches Herz. Die Sauerstoffversorgung erfolgt über dünne Wände, die die Mantelhöhle und die vergleichsweise sehr großen Bulutsinus voneinander trennen.

## Belege

### Online
- Marine Bivalve Shells of the British Isles: Draculamya porobranchiata Oliver & Lützen, 2011 (Website des National Museum Wales, Department of Natural Sciences, Cardiff)